# Paule
Paule település Franciaországban, Côtes-d’Armor megyében. Lakosainak száma 674 fő (2022. január 1.). Paule Langonnet, Glomel, Maël-Carhaix, Le Moustoir és Plévin községekkel határos.

## Népesség
A település népességének változása:
| Lakosok száma | 962  | 716  | 627  | 722  | 722  | 726  | 707  | 691  | 682  | 674  |
|               | 1968 | 1982 | 1990 | 2006 | 2013 | 2015 | 2017 | 2019 | 2020 | 2022 |